# جاين قولدمان
جاين قولدمان (بالإنجليزية: Jane Goldman) (و. 1970  م) هي كاتبة سيناريو، وكاتِبة، ومنتجة أفلام، وعارضة، ومقدمة تلفزيونية، وصحفية، وروائية بريطانية، ولدت في هامرسميث.

## وصلات خارجية
- جاين قولدمان على موقع IMDb (الإنجليزية)
- جاين قولدمان على موقع ألو سيني (الفرنسية)
- جاين قولدمان على موقع أول موفي (الإنجليزية)
- جاين قولدمان على موقع قاعدة بيانات الأفلام السويدية (السويدية)
- جاين قولدمان على موقع قاعدة بيانات الفيلم (الإنجليزية)
- جاين قولدمان على موقع كينوبويسك (الروسية)